# Robert Cecil, I visconte Cecil di Chelwood
Edgar Algernon Robert Gascoyne Cecil, I visconte Cecil di Chelwood (Londra, 14 settembre 1864 – Haywards Heath, 24 novembre 1958), è stato un giurista, politico, diplomatico e nobile britannico, vincitore del premio Nobel per la pace nel 1937.

## Biografia

### Giovinezza ed educazione
Figlio di Robert Arthur Talbot Gascoyne-Cecil, terzo marchese di Salisbury, fu educato in casa sua fino all'età di 13 anni, quando si iscrisse a Eton, prima, e poi all'Università di Oxford, dove studiò legge e si fece notare per la sua attitudine al dibattito. Per concludere il suo percorso di studi, esercitò l'avvocatura a partire dal 1887, per circa un decennio, prima di entrare in politica. Nel 1906, infatti, fu eletto alla Camera dei Comuni nel collegio di Marylebone East e poi in quello di Hitchin, e vi rimase fino al 1923.

### Carriera
Durante la prima guerra mondiale, occupò diverse cariche ministeriali, alcune delle quali strettamente legate allo sforzo bellico. Nel 1920, fu rappresentante per il Sudafrica, all'epoca dominion britannico, presso la Società delle Nazioni, e in seguito fu vicepresidente dell'organizzazione internazionale. Nel 1923 fu nominato visconte, venendo ricordato come Lord Robert Cecil.
Fece parte dei due governi di Stanley Baldwin, ma si dimise nel 1927 in polemica con l'atteggiamento tenuto dal governo nei confronti della Società delle Nazioni. Nel 1932 si dimise anche da rappresentante britannico presso la Società delle Nazioni, restando, però, suo consigliere esterno.
Nel dopoguerra fu nominato presidente onorario dell'O.N.U..

## Ascendenza
|                                                  |                 |                           | Genitori                             |  |  | Nonni |  |  | Bisnonni                             |  |  | Trisnonni                          |  |
|                                                  |                 |                           |                                      |  |  |       |  |  | James Cecil, I marchese di Salisbury |  |  | James Cecil, VI conte di Salisbury |  |
|                                                  |                 |                           |                                      |  |  |       |  |  | James Cecil, I marchese di Salisbury |  |  | James Cecil, VI conte di Salisbury |  |
|                                                  |                 | Elizabeth Keet            |                                      |  |  |       |  |  | James Cecil, I marchese di Salisbury |  |  |                                    |  |
| James Gascoyne-Cecil, II marchese di Salisbury   |                 |                           |                                      |  |  |       |  |  | James Cecil, I marchese di Salisbury |  |  |                                    |  |
|                                                  |                 | Mary Emily Hill           | Wills Hill, I marchese del Downshire |  |  |       |  |  |                                      |  |  |                                    |  |
|                                                  |                 | Mary Emily Hill           | Wills Hill, I marchese del Downshire |  |  |       |  |  |                                      |  |  |                                    |  |
|                                                  |                 | Mary Emily Hill           | Margaretta FitzGerald                |  |  |       |  |  |                                      |  |  |                                    |  |
| Robert Gascoyne-Cecil, III marchese di Salisbury |                 | Mary Emily Hill           |                                      |  |  |       |  |  |                                      |  |  |                                    |  |
|                                                  |                 | Bamber Gascoyne           | Bamber Gascoyne                      |  |  |       |  |  |                                      |  |  |                                    |  |
|                                                  |                 | Bamber Gascoyne           | Bamber Gascoyne                      |  |  |       |  |  |                                      |  |  |                                    |  |
|                                                  |                 | Bamber Gascoyne           | Mary Greene                          |  |  |       |  |  |                                      |  |  |                                    |  |
| Frances Gascoyne                                 |                 | Bamber Gascoyne           |                                      |  |  |       |  |  |                                      |  |  |                                    |  |
|                                                  |                 | Sarah Price               | Chase Price                          |  |  |       |  |  |                                      |  |  |                                    |  |
|                                                  |                 | Sarah Price               | Chase Price                          |  |  |       |  |  |                                      |  |  |                                    |  |
|                                                  |                 | Sarah Price               | Susan Glanvile                       |  |  |       |  |  |                                      |  |  |                                    |  |
| Robert Cecil, I visconte Cecil di Chelwood       |                 | Sarah Price               |                                      |  |  |       |  |  |                                      |  |  |                                    |  |
|                                                  | Robert Alderson | James Alderson            |                                      |  |  |       |  |  |                                      |  |  |                                    |  |
|                                                  | Robert Alderson | James Alderson            |                                      |  |  |       |  |  |                                      |  |  |                                    |  |
|                                                  | Robert Alderson | Judith Mewse              |                                      |  |  |       |  |  |                                      |  |  |                                    |  |
| Edward Hall Alderson, barone Alderson            | Robert Alderson |                           |                                      |  |  |       |  |  |                                      |  |  |                                    |  |
|                                                  |                 | Elizabeth Hurry           | Samuel Hurry                         |  |  |       |  |  |                                      |  |  |                                    |  |
|                                                  |                 | Elizabeth Hurry           | Samuel Hurry                         |  |  |       |  |  |                                      |  |  |                                    |  |
|                                                  |                 | Elizabeth Hurry           | Isabella Hall                        |  |  |       |  |  |                                      |  |  |                                    |  |
| Georgina Alderson                                |                 | Elizabeth Hurry           |                                      |  |  |       |  |  |                                      |  |  |                                    |  |
|                                                  |                 | Edward Drewe              | Francis Drewe                        |  |  |       |  |  |                                      |  |  |                                    |  |
|                                                  |                 | Edward Drewe              | Francis Drewe                        |  |  |       |  |  |                                      |  |  |                                    |  |
|                                                  |                 | Edward Drewe              | Caroline Allen                       |  |  |       |  |  |                                      |  |  |                                    |  |
| Georgina Drewe                                   |                 | Edward Drewe              |                                      |  |  |       |  |  |                                      |  |  |                                    |  |
|                                                  |                 | Antionette Caroline Allen | John Bartlett Allen                  |  |  |       |  |  |                                      |  |  |                                    |  |
|                                                  |                 | Antionette Caroline Allen | John Bartlett Allen                  |  |  |       |  |  |                                      |  |  |                                    |  |
|                                                  |                 | Antionette Caroline Allen | Elizabeth Hensleigh                  |  |  |       |  |  |                                      |  |  |                                    |  |
|                                                  |                 | Antionette Caroline Allen |                                      |  |  |       |  |  |                                      |  |  |                                    |  |